# Il bibliotecario
Il bibliotecario è un dipinto di Giuseppe Arcimboldo del 1562. Misura 97 cm di altezza per 71 cm di larghezza. È conservato nel castello di Skokloster ad Håbo, in Svezia.

## Descrizione
Il bibliotecario rappresenta un uomo composto da molti libri di colori e dimensioni diverse. Ha una struttura compositiva assai complessa.